# Wiho I.
Wiho I. soll der erste Bischof des neu gegründeten Bistums Osnabrück gewesen sein. 

## Überlieferung
Wiho I. wird ausschließlich in zwei gefälschten Urkunden Karls des Großen Vuiho episcopus von 803 und Vuiho Osnabrugkensis episcopus von 804 genannt. Bei diesen Urkunden handelt es sich nachweislich um Fälschungen aus dem 11. Jahrhundert. Sie wurden im Zuge des Osnabrücker Zehntstreits unter Benno II. gefälscht. Der Bischof Wiho I. hat mit großer Wahrscheinlichkeit nie existiert. Die spätmittelalterliche Historiographie hat zahlreiche Informationen zu Wiho, die demnach erfunden sind.

## Verehrung und Gedenktag
Wiho wurde ab dem 17. Jahrhundert als Heiliger verehrt. Der Gedenktag ist sein angeblicher Todestag 20. April.